# Rejon suojarwski

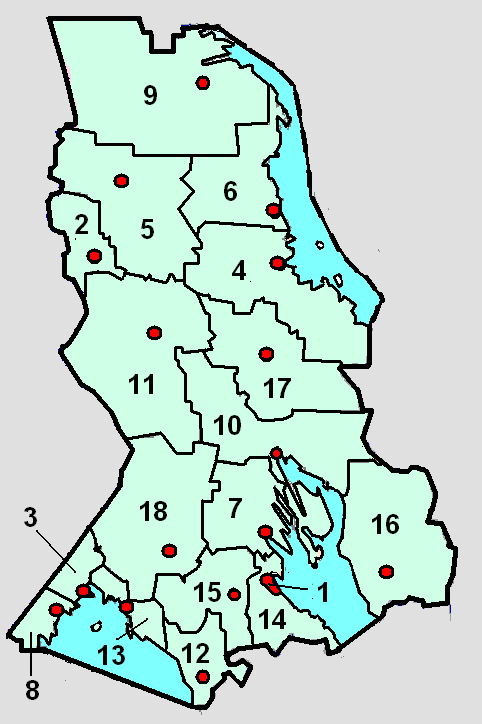
Podział administracyjny Karelii. Rejon suojarwski oznaczony numerem 18.
Czerwony punkt na terenie rejonu pokazuje lokalizację ośrodka administracyjnego

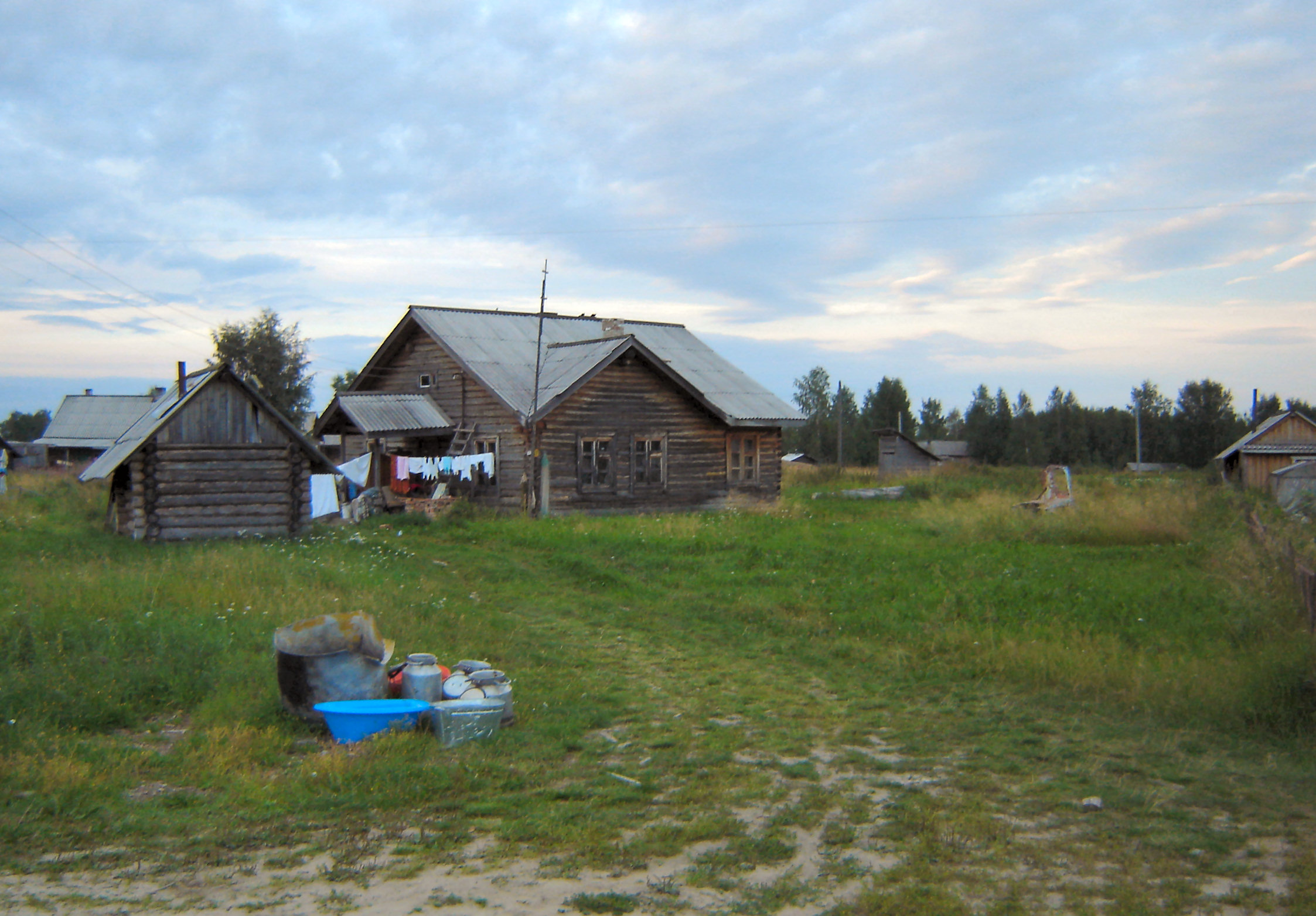
karelska wieś

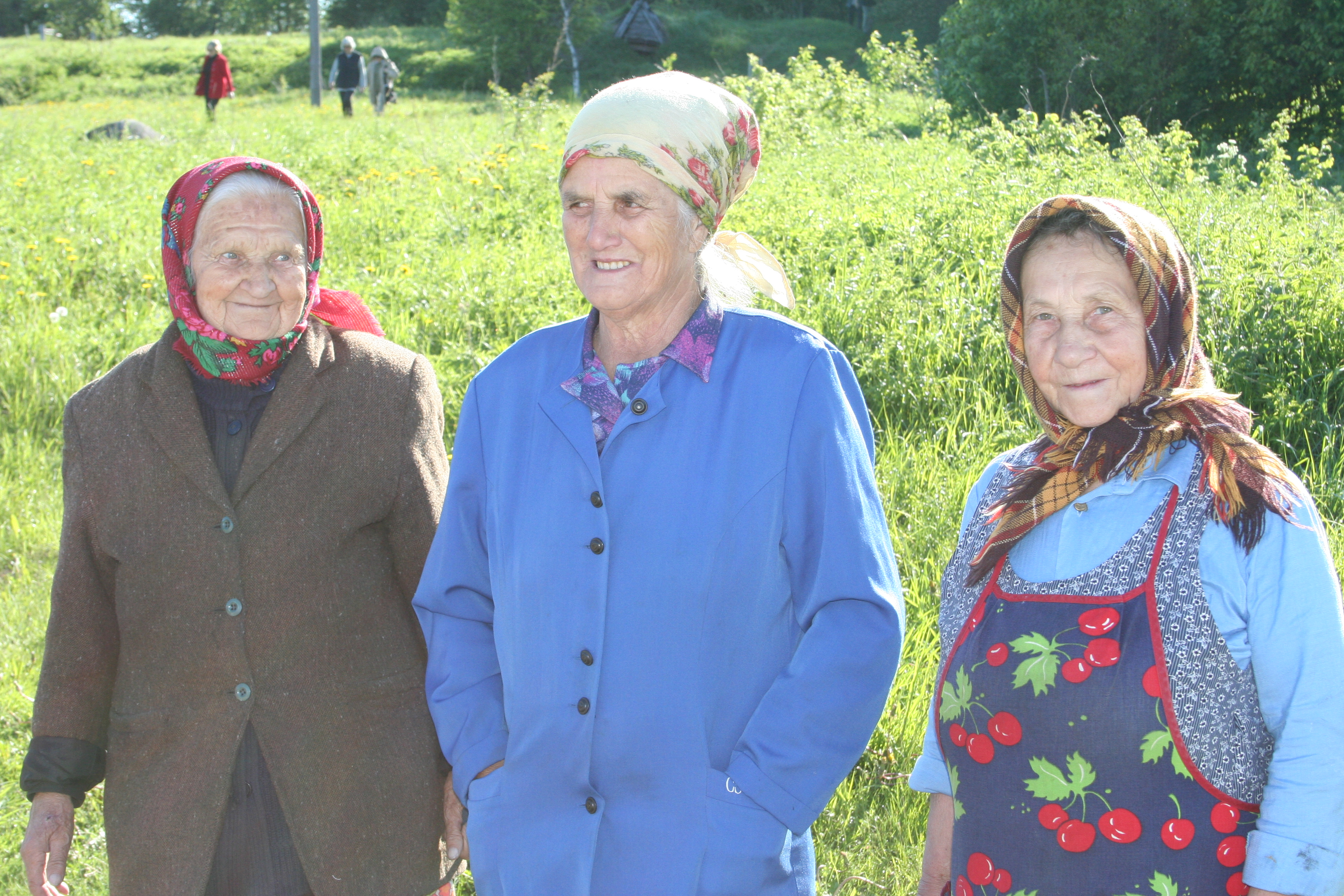
rdzenne mieszkanki rejonu – Karelki

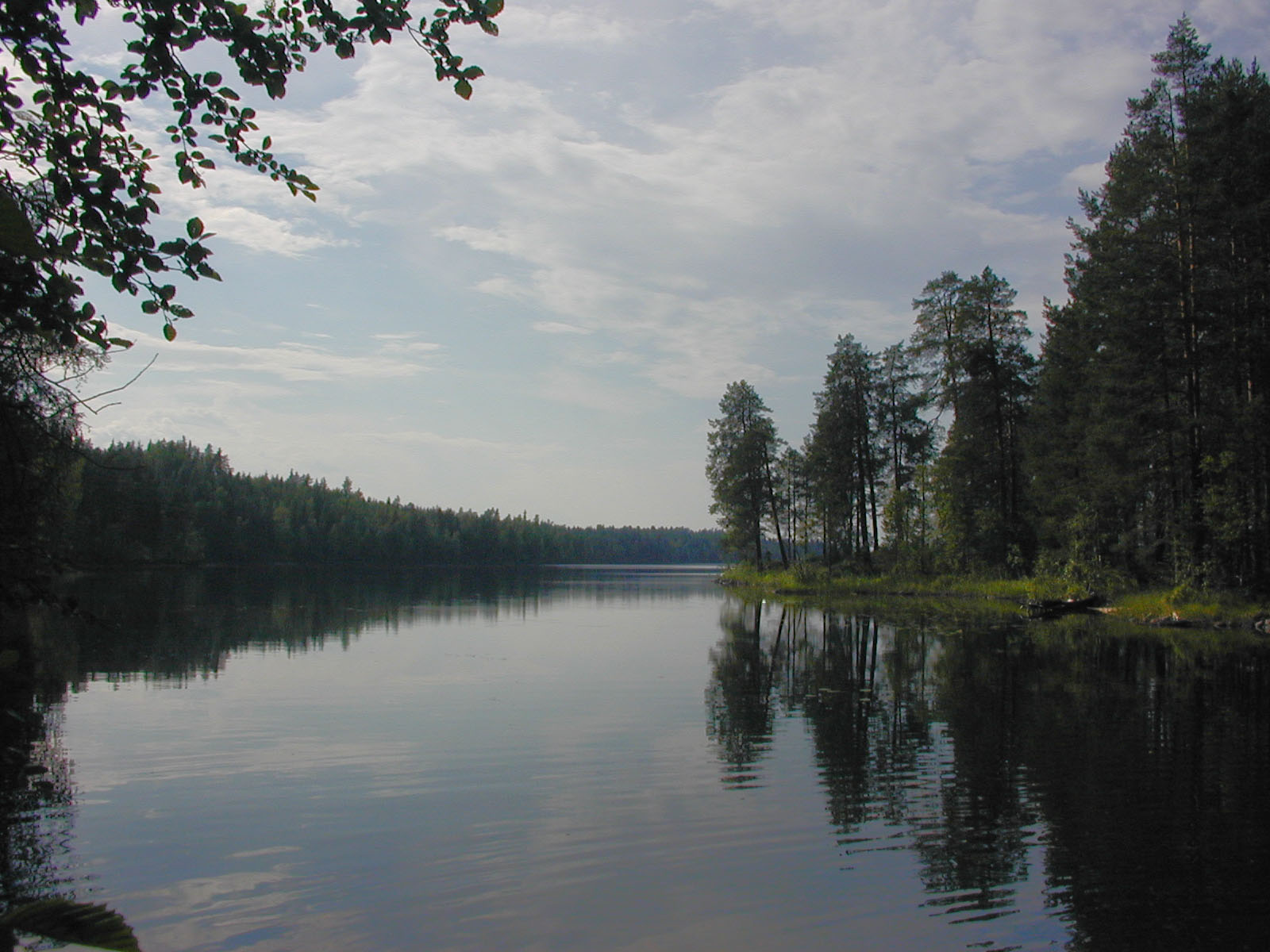
karelskie jezioro

Rejon suojarwski (ros.  Суоярвский район ) – rejon w północno-zachodniej Rosji, wchodzący w skład rosyjskiej Republiki Karelii.

## Położenie
Rejon leży na południowym zachodzie Karelii, przy granicy z Finlandią.

## Powierzchnia
Rejon ma powierzchnię 13.739 km².; większość obszaru pokrywa tajga, sosnowo-świerkowa, z domieszką drzew liściastych, głównie brzozy i osiki. Na terenie tym znajdują się liczne jeziora, z których największym jest Suojarwi, oraz rzeki. Sporą część obszaru rejonu stanowią bagna i torfowiska.
Obszar rejonu stanowi nadbrzeżną równinę, na północy przechodzącą w niewysoko wyżynę.

## Ludność
Rejon zamieszkany jest przez 23.176 osób (2005 r.), głównie Rosjan, a także przez rdzennych mieszkańców Karelii – Karelów. Kilkuprocentowy udział w populacji mają też dwie inne napływowe nacje: Ukraińcy i Białorusini.
Osadnicy niewywodzący się z autochtonicznej ludności zamieszkują niemal wyłącznie w większych ośrodkach osadniczych, poza nimi większość mieszkańców stanowią Karelowie.
11.687 osób zamieszkuje na wsiach, a ludność miejska stanowi nieco poniżej połowy ogółu populacji.
W ostatnich latach populacja rejonu, tak jak populacja całej Karelii zmniejsza się w wyniku emigracji ludności do większych miast w Rosji w poszukiwaniu pracy oraz niskiego przyrostu naturalnego. W 1996 rejon suojarwski zamieszkiwało 25,7 tys. osób, co oznacza, iz w ciągu ostatniego dziesięciolecia populacja zmniejszyła się o ponad 10%.
Ponieważ wyjeżdżają głównie ludzie młodzi, średnia wieku mieszkańców rejonu jest wysoka, i wynosi ponad 40 lat dla kobiet i ok. 35 dla mężczyzn, przy czym na wsiach jest ona o ok. 5 lat wyższa niż w ośrodkach miejskich.
Średnia gęstość zaludnienia w rejonie wynosi niespełna 1,7 os./km²., jednak na wielkość tę ma wpływ zamieszkane przez ok. połowę populacji miasto Suojarwi; poza jego granicami średnia gęstość zaludnienia wynosi poniżej 0,9 os./km².

## Miasto i stolica
Jedynym miastem na terenie rejonu jest Suojarwi, zamieszkane przez 11.489 mieszkańców (2005 r.) (ok. połowy całej populacji rejonu), stanowiące ośrodek administracyjny tej jednostki podziału terytorialnego

## Gospodarka
Gospodarka rejonu, podobnie jak gospodarka całej Karelii po rozpadzie ZSRR pogrążona jest w kryzysie.
Podstawowymi źródłami utrzymania dla mieszkańców rejonu jest pozyskiwanie drewna dla potrzeb przemysłu, uprawa ziemi i hodowla, a także myślistwo i rybołówstwo.
W mieście Suojarwi znajduje się przemysł drzewny i celulozowo-papierniczy oraz zakłady mięsne. Także i w innych większych ośrodkach osadniczych znajduje się niewielki przemysł drzewny a oraz małe zakłady przemysłu spożywczego (jak piekarnie czy masarnie), zatrudniające kilka-kilkanaście osób, produkujące na potrzeby rynku lokalnego. Spore znaczenie odgrywa także sfera szeroko rozumianych usług.
Uprawa roli z powodów klimatycznych nie odgrywa większego znaczenia, na większą skalę uprawiane są ziemniaki, wykorzystywane w lokalnym przemyśle, a ponadto w niewielkich ilościach, dla zaspokojenia lokalnych potrzeb odporne na złe warunki, szybko rosnące warzywa oraz zboża: żyto, rzadziej owies, także w niewielkich ilościach.
Ważną rolę w gospodarce rejonu odgrywa chów zwierząt, obejmująca świnie i bydło domowe, a także zwierzęta futerkowe (głównie tchórze, pieśce (lisy polarne) oraz norki.

## Surowce mineralne
Na terenie rejonu znajdują się złoża licznych surowców mineralnych, m.in. pirytu, niklu, kwarcu i białego granitu.

## Klimat
Na terenie Rejonu panuje klimat umiarkowany chłodny, przejściowy pomiędzy morskim a kontynentalnym.
Średnia roczna temperatura powietrza wynosi ok. 3°. Średnia temperatura najchłodniejszego miesiąca – lutego wynosi -11 °C – 12 °C, zaś najcieplejszego – czerwca – ok. +17 °C. Okres bez przymrozków wynosi ok. 100 dni.
W rejonie notuje się wysoki poziom opadów, głównie w postaci deszczu, których największe nasilenie ma miejsce w sierpniu.